# Now I’ll Tell One
Now I’ll Tell One ist ein 1927 in die Kinos gekommener Stummfilm, in dem Charley Chase die Hauptrolle spielt. Stan Laurel und Oliver Hardy haben Nebenrollen, ohne als das bekannte Komikerduo aufzutreten.
Die zweite Filmrolle galt lange als verschollen. Erst im Jahr 1989 konnte der britische Filmforscher Dave Wyatt diese wieder auffinden und der Film wurde bei dem Fantreffen „Sons of the Desert“ 1993 in London erstmals wieder komplett vorgeführt.

## Handlung
Ein Ehemann wird von seiner Frau geschieden. Diese sagt vor dem Richter aus, dass er häufig betrunken sei und gewalttätig werde. Der Anwalt des Mannes rückt seinen Mandanten bei dem Versuch der Verteidigung in noch schlechteres Licht.

## Rezeption
Nachdem Pathé den Film am 5. Oktober 1927 herausgebracht hatte, wurde dieser einigermaßen gut aufgenommen, obwohl der Rezensent der "Motion Picture News" vom 14. Oktober 1927 ein wenig indifferent schrieb:
"Die Geschichte verspricht, sich lebendig zu entwickeln, bis der von Stan Laurel dargestellte Anwalt ins Spiel kommt. Der ist nicht so humorvoll, wie es zweifellos beabsichtigt war, und alles, was er tut, ist, die Handlung zu verlangsamen. Das ist kein Fehler von Laurel. Die Figur passt einfach nicht. Chase bringt im Rahmen der ihm gegebenen, vergleichsweise kleinen Gelegenheit eine Menge Humor ein, aber er ist zu viel Besserem fähig."
Die "Moving Picture World" vom 29. Oktober 1927 war positiver:
”Charlie Chase hat einige erstklassige Komödien gedreht, die weit über dem Durchschnitt der Zwei-Rollen-Filme liegt. Der Film ist hell, clever, schnelllebig mit einer guten Comedy-Idee, die gut umgesetzt wurde und ist ein Lacher von Anfang bis Ende. ... Es gibt keinen langweiligen Moment und diese Komödie sollte bei jeder Art von Publikum gut ankommen."